# Dishonored (videójáték)
A Dishonored egy 2012-ben megjelent lopakodós akció-kaland videójáték, melyet a Arkane Studios fejlesztett, és a Bethesda Softworks adott ki. Világszinten 2012 októberében került forgalomba PC, PlayStation 3, illetve Xbox 360 platformokra egyaránt. Számos híres színész adta hangját a játékhoz, úgy mint Susan Sarandon, Brad Dourif, Carrie Fisher, Michael Madsen, Billy Lush, Lena Headey és Chloë Grace Moretz.
A játék belső nézetes akciójáték, mely számos lehetőséget nyújt az akciók végrehajtásához is. Lopakodással, küzdelemmel vagy a kettő kombinációjával is megoldhatóak a küldetések. Minden szint teljesítése után újabb lehetőségek nyílnak meg, így a pályákon található célpontok nem fegyverrel való kiiktatására is van lehetőség (pl. baleset által). A történet a játékos döntései és játékmódja alapján változik, így számtalan befejezés lehetséges. Bár összesen csak 3 fő befejezés létezik, azért szokták ezt "számtalanként" emlegetni, mert meghozott döntéseinktől függően többféle kisebb eltérés állhat fenn ezek között.

## Története
A cselekmény Dunwall iparvárosában játszódik, ahol Corvo Attano, a császárnő legendás testőrének bőrébe bújhatunk. Miután meggyanúsítják a császárnő meggyilkolásával, menekülni kényszerül. Bérgyilkossá válik és bosszút esküszik, hogy megtalálja és megöli azokat, akik összeesküdtek ellene. Corvo támogatást kap a lojalistáktól – egy ellenálló szervezettől, akik Dunwall függetlenségéért küzdenek – illetve a rejtélyes kívülállótól, aki mágikus képességekkel ruházza fel őt. A játéknak több végkimenetele is van attól függően, hogy mekkora káoszt okozunk a városban. A tetteinktől függ a város sorsa.
Corvót, akit azzal vádolnak, hogy megölte a császárnőt, a Coldridge börtönbe csukják, de titkos szövetségesei kiszabadítják. Elmenekül a Dunwall csatornába. Mire kijut onnan, egy Samuel nevű ember viszi el oda, ahol a császárságpártiak befogadják a Hound Pits Pubba, ahol majd ő is lakik. Mikor megismerkedett Havelock tengernaggyal, Lord Treavor Pendletonnal, aki készít Piero Joplin, az orgyilkos Corvónak egy maszkot, mivel az egész város ismeri az arcát, hogy ne tudják, valójában kicsoda. Alszik egy napot. 
A Kívülálló megjelöli Corvót, ezáltal ő is erőt tud meríteni a Void (Üresség) nevű helyből. Továbbá ad neki egy szívet is (melyből Jesamine hangját hallhatjuk). Ezzel az eszközzel dolgokat tudhatunk meg az adott helyről, ahol vagyunk, vagy emberekre irányítva titkokat tudhatunk meg róluk. A szív továbbá jelzi, merre vannak a rúnák és csonttalizmánok. Ezek viselésével (egyszerre maximum 10 darab) kisebb bónuszokhoz juthat Corvó (több életerő,kevesebb fall damage stb.). Rúnákat felhasználva pedig fejlesztheti a már meglévő erőit vagy újakra tehet szert.
Első küldetése: meg kell ölnie Campbell legfőbb felvigyázót. A második: meg kell ölni Lord Custis Pendletont és Lord Morgan Pendletont. A harmadik: el kell rabolni Anton Sokolovot, a királyi tudóst. A negyedik pedig semlegesíteni kell Lady Boyle-t. A végsőben le kell győzni Lord Regentet. 
Amikor Emily-t, a császárnő lányát megkoronázzák, a császárságpártiak elárulják Corvót. Megmérgezték, és csak az utolsó pillanatban sikerül megmentenie Samuelnek, a csónakosnak. Samuel Corvót rátette egy csónakra, és az Elárasztott területre került. Daud emberei az orgyilkosok fogságba ejtették. A felszerelést vissza kell szereznie. Daudot meg kell ölni. Vissza kell térni a Hound Pits Pubba, a Régi Dunwalli csatornákon keresztül. Meg kell mentenie Pierot, Sokolovot. Az utolsó résznél a Kingsparrow szigetre kell menni, megmenteni Emilyt, mert Havelock le akar ugrani vele együtt a világítótoronyról.

## Corvó erői
Sötét Látás: Első szinten Corvó lát a sötétben, látja falon át az élőlényeket és a látóterüket, valamint az általa gerjesztett zajokat.
Második szinten ugyanaz annyival kiegészítve hogy biztonsági rendszereket, azok tartozékait és hasznos dolgokat is láthat a falon át, mint pl. pénz, olajos hordó, lőszer stb.
Villanás:
Első szinten nem teleport, inkább nagyon gyors elsuhanás egy rövid távon belül.
Második szinten ugyanaz csak hosszabb távra.
Megszállás:
Első szinten állatok megszállását teszi lehetővé egy rövid időre. Támadni nem lehet velük csak barangolni.
Második szinten emberek megszállását teszi lehetővé. Támadni és futni nem lehet. Tárgyakat felvenni sem, de ajtókat nyitni igen.
Időhajlítás:
Első szinten rövid időre lelassítja az időt.
Második szinten még az előzőnél is rövidebb időre ugyan de teljesen megállítja az időt. Minden tárgy amivel érintkezel átkerül Corvó valós idejébe pl. kilőtt lőszereket, nyilakat össze lehet szedegetni a levegőből. Csak egy Time Blend létezhet egyszerre ami azt jelenti hogy ha Daud megállítja az időt de Corvó is alkalmazza ezt az erőt akkor az idő normál sebességgel megy tovább és persze fordítva.
Kirajzás:
Első szinten egy raj patkány idézhető meg vele amik elsősorban az élőket és másodsorban a holtakat veszik célba majd egy rövid idő után elszaladnak.
Második szinten ugyanaz csak nagyobb patkány rajt lehet vele megidézni.
Hurrikán: 
Első szinten erős szelet gerjeszt ami hátralöki és kiüti az ellenfeleket valami törhető ajtókat zúz le és kilőtt lőszereket, nyilakat térít el.
Második szinten minden ugyanaz csak egy sokkal erősebb szelet gerjeszt ami falnak csapva meg is ölheti az ellenfeleket.
Egészség:
Első szinten megnöveli a maximális életerőt.
Második szinten az élet regenerálódását gyorsítja meg.
Vérszomj:
Első szintén lehetőséget ad adrenalin összegyűjtésélére mellyel halálos közelharci csapás vihető be.
Második szinten az adrenalin gyorsabban gyűlik és lehetővé válik a dupla kivégzés amit egyszerre több ellenfélen is lehet alkalmazni ha hatótávon belül tartózkodnak.
Mozgékonyság:
Első szinten Corvó magasabbra képes ugrani (ugrás gombot nyomva tartva double jump) és csökken a fall damage (zuhanás által keletkezett sérülés).
Második szinten ugyanaz annyi plusszal hogy Corvó sebessége mindenre kiterjedően (mászás, kard suhintás, futás stb.) megnövekszik.
Árnyékölés:
Első szinten a gyanútlan ellenfelek halálukkor elhamvadnak.
Második szinten minden ellenfél elhamvad ha meghal.

## Választási lehetőségek
A játékban többféle módon is el lehet intézni a célpontjainkat. A közellenfeleket (őrök, felvigyázók, könnyezők, bérgyilkosok) a likvidáláson kívül el lehet kábítani és elaltatni. A kábításos módszer kedvelőinek érdemes megszerezni az "Erős kar" csonttalizmánt, melynek segítségével gyorsabban el lehet kábítani az ellenfeleinket. Az altatásos módszer akkor jöhet jól, ha felfedezik karakterünket, ugyanis az altatóvesszők szinte azonnal hatnak. A főcélpontok elintézésére is több módszer létezik.
Campbell felvigyázó: Meg lehet ölni számszeríjjal és karddal is. Van egy speciális likvidálási módja is: Campbell meg akarja mérgezni a városi őrség parancsnokát, és ebből a célból már elő is készítette a mérgezett italt. Ha Campbell és a parancsnok poharát összecseréljük, akkor lehetőségünk van Campbell megmérgezésére is. Ha mindenképp a jó véget akarjuk elérni, akkor el kell kábítanunk Campbellt, majd rá kell sütnünk az "eretnekek bélyegét", amiről információkat a parancsnokság könyvtárában találunk. Érdekesség:Ha nem öljük meg Campbellt, akkor az Elárasztott területen találkozunk vele, mert könnyező lett belőle.
A Pendleton fivérek: A likvidálásukat többféleképpen is meg lehet oldani. Megölhetjük őket, vagy a halálukat álcázhatjuk balesetnek, amit a gőzfürdő hibás gőzszelepe idézett elő. A jó vég elérése itt egy kicsit bonyolultabb. A jó vég elérése érdekében segíteni kell Slackjawnak azzal, hogy megtudjuk mi történt a társukkal, majd ezután meg kell szerezni a műkereskedő széfjének a kombinációját. Ekkor nem kell semmit sem csinálni a fivérekkel, csak vissza kell menni Slackjawhoz a kombinációval. Ha ezt megtettük, megjelenik a "Célpontok semlegesítve" kiírás. Érdemes a széfet rögtön a kombináció megszerzése után kifosztani, ilyenkor viszont javasolt a játék mentése. Ugyanis van egy bug, ami miatt Slackjow ilyenkor ránk támad. E bug miatt a célpontok sem lesznek semlegesítve. Slackjaw elárulja, a semlegesítés abból állt, hogy leborotváltatta a testvérek fejét, kivágatta a nyelvüket, majd berakatta őket a saját bányájukba, ahol a munkások embertelen körülmények között robotoknak.
Anton Sokolov: A tudós halála miatt a küldetés elbukna, itt nincs nagyon választásunk. Csak a kihallgatásnál tudjuk megválasztani a kihallgatás módját. Itt meg lehet vesztegetni vagy rá lehet ereszteni egy csomó, éhes patkányt. Ha a megvesztegetést választjuk, akkor Pierot-nál kell megvennünk az ehhez szükséges bort. A játék végén, mikor a Hound Pits is ellenséges területté válik lehetőség van Sokolov megölésére. High chaosban nincs különbség, Low chaosban nem fejlesztik ki az ellenszert a pestis ellen.
Lady Boyle: A csavar az egész küldetésben az, hogy a három Lady Boyle között kell megtalálnunk a Lord Regent szeretőjét. A három Boyle hölgy: Az elhunyt Lord Boyle özvegye, és a Lord két testvére. A minket érdeklő információkat a vendégektől, vagy a Boyle hölgyek szobájából (felső emeleten találhatóak, az őrök szállásából lehet ide jutni). lehet megtudni. A mi célpontunk Waverly, akit likvidálnunk kell, de. Egy titokzatos úriember akibe a partin bóklászva akadunk bele, elmondja: Tudja mire készülünk, és van egy ajánlata. Ő szereti Waverlyt, és ha gondoskodunk róla, hogy a hölgy elkábítva, az alagsorban várakozó csónakjába kerüljön, akkor elviszi innen messzire. Érdekesség: Ha nem öljük meg Waverlyt, akkor a Hound Pits Pub-béli szobánkban egy rúna vár minket az egyik Boyle hölgy üzenetével.
Lord Regent: Kétféleképpen lehet likvidálni: Vagy megöljük, vagy ellopjuk az audionaplóját, és lejátsszuk a nyilvánosságnak, a hangosbemondó rendszeren keresztül. Ilyenkor, ha elég szemfülesek vagyunk, észrevehetjük Lord Regent letartóztatását.
Daud: Megölhetjük vagy megkímélhetjük.
Havelock tengernagy: Low chaosnál a toronyban van. Pendeltont és Martint méregtől holtan az asztalnál találhatjuk. Havelock látszólag nem kíván megküzdeni Corvóval de ha ő elveszi Emily szobája kulcsát Havelock megtámadja. High chaosnál Pendelton és Martin összekapnak, aminek következménye hogy Martin rálő Pendeltonra, aki kigúnyolja, mennyire rossz lövész. Ám ha Corvó megközelíti Pendeltonhot láthatjuk hogy Martin rendesen telibe találta. Corvó megölheti vagy nézheti ahogy meghal de Pendelton semmiképp nem éli túl. Havelock a torony tetején túszul ejti Emily-t és ha Corvó közelebb megy leugrik vele együtt. Lehetőség van rálőni Havelockra, ekkor lezuhan, Emily pedig megkapaszkodik a perem szélén. Ha Corvó nem ér oda időben, Emily lezuhan és megkapjuk a lehető legsötétebb endinget.

## Fogadtatás
A Dishonored megjelenése után számos pozitív kritikát kapott. Külön kiemelték a szabad világnak és döntéseink történetre való kihatásának aspektusait. Természetesen negatív kritikák is érték, ahol legfőképp a karakter irányításának nehézségeit bírálták. Jelentős díjakat is nyert a játék, mint például a 2013-as BAFTA-díj, ahol a "Legjobb játék" kategóriában diadalmaskodott, vagy a 2012-es Spike Video Game, ahol a legjobb akció-kaland játéknak választották.